# Sebastian (Florida)
Sebastian ist eine Stadt im Indian River County im US-Bundesstaat Florida mit 25.054 Einwohnern (Stand: 2020). 

## Geografie
Sebastian liegt am Indian River, der einen Teil des Intracoastal Waterway bildet, in unmittelbarer Küstennähe des Atlantiks. Die Stadt liegt etwa 140 Kilometer südöstlich von Orlando. Sie ist die größte des Countys bzw. der Metropolregion Sebastian–Vero Beach.

## Demografische Daten
Laut der Volkszählung 2010 verteilten sich die damaligen 21.929 Einwohner auf 10.815 Haushalte. Die Bevölkerungsdichte lag bei 670,6 Einw./km². 90,5 % der Bevölkerung bezeichneten sich als Weiße, 5,3 % als Afroamerikaner, 0,2 % als Indianer und 1,1 % als Asian Americans. 1,2 % gaben die Angehörigkeit zu einer anderen Ethnie und 1,6 % zu mehreren Ethnien an. 7,0 % der Bevölkerung bestand aus Hispanics oder Latinos.
Im Jahr 2010 lebten in 24,3 % aller Haushalte Kinder unter 18 Jahren sowie 42,5 % aller Haushalte Personen mit mindestens 65 Jahren. 68,0 % der Haushalte waren Familienhaushalte (bestehend aus verheirateten Paaren mit oder ohne Nachkommen bzw. einem Elternteil mit Nachkomme). Die durchschnittliche Größe eines Haushalts lag bei 2,30 Personen und die durchschnittliche Familiengröße bei 2,75 Personen.
20,5 % der Bevölkerung waren jünger als 20 Jahre, 16,1 % waren 20 bis 39 Jahre alt, 29,2 % waren 40 bis 59 Jahre alt und 34,2 % waren mindestens 60 Jahre alt. Das mittlere Alter betrug 50 Jahre. 47,6 % der Bevölkerung waren männlich und 52,4 % weiblich.
Das durchschnittliche Jahreseinkommen lag bei 44.235 $, dabei lebten 8,7 % der Bevölkerung unter der Armutsgrenze.
Im Jahr 2000 war Englisch die Muttersprache von 93,57 % der Bevölkerung, spanisch sprachen 3,00 % und 3,43 % hatten eine andere Muttersprache.

## Sehenswürdigkeiten
Folgende Objekte sind im National Register of Historic Places gelistet:
- Bamma Vickers Lawson House
- Old Town Sebastian Historic District, East
- Old Town Sebastian Historic District, West
- Pelican Island National Wildlife Refuge
- Sebastian Grammar and Junior High School
- Archie Smith Wholesale Fish Company
- Spanish Fleet Survivors and Salvors Camp Site

Zu den sehenswerten Bauwerken gehört das im NRHP gelistete Bamma Vickers Lawson House.

## Verkehr
Das Stadtgebiet wird vom U.S. Highway 1 (SR 5) sowie von der Güterbahnstrecke der Florida East Coast Railway durchquert. In der Nähe führt die Interstate 95 vorbei.
Der nächste Flughafen ist der rund 35 Kilometer nördlich gelegene Melbourne International Airport.

## Kriminalität
Die Kriminalitätsrate lag im Jahr 2010 mit 210 Punkten (US-Durchschnitt: 266 Punkte) im durchschnittlichen Bereich. Es gab sechs Vergewaltigungen, acht Raubüberfälle, 36 Körperverletzungen, 163 Einbrüche, 378 Diebstähle und zwölf Autodiebstähle.